# Суриковский сельсовет
Суриковский сельсовет - сельское поселение в Бирилюсском районе Красноярского края.
Административный центр - село Суриково.

## Население
| 2010 | 2012 | 2013 | 2014 | 2015 | 2016 | 2017 |
| ---- | ---- | ---- | ---- | ---- | ---- | ---- |
| 726  | ↘702 | ↘695 | ↘685 | ↗693 | ↘666 | ↘656 |
| 2018 | 2019 | 2020 | 2021 |      |      |      |
| ↘652 | ↘622 | ↘602 | ↘590 |      |      |      |

## Состав сельского поселения
| № | Населённый пункт | Тип населённого пункта       | Население |
| - | ---------------- | ---------------------------- | --------- |
| 1 | Кипрейный        | посёлок                      | 22        |
| 2 | Суриково         | село, административный центр | ↘699      |
| 3 | Уланово          | деревня                      | 5         |

## Местное самоуправление
Суриковский сельский Совет депутатов
Дата избрания: 14.03.2010. Срок полномочий: 5 лет. Количество депутатов: 7
Глава муниципального образования
- Арапова Наталья Петровна. Дата избрания: 14.03.2010. Срок полномочий: 5 лет